# Stevenia ceylanica
Stevenia ceylanica är en tvåvingeart som först beskrevs av Townsend 1919.  Stevenia ceylanica ingår i släktet Stevenia och familjen gråsuggeflugor.
Artens utbredningsområde är Sri Lanka. Inga underarter finns listade i Catalogue of Life.